# Józef Porzecki (generał)
Józef Porzecki (ur. 26 kwietnia?/8 maja 1870 w Mińsku Litewskim, zm. 1941 w Warszawie) – pułkownik artylerii Armii Imperium Rosyjskiego i generał brygady Wojska Polskiego.

## Życiorys
W latach 1889–1891 był słuchaczem Konstantynowskiej Szkoły Oficerskiej. 5 sierpnia 1891 rozpoczął zawodową służbę w armii carskiej. W latach 1908–1909 był słuchaczem Wyższej Szkoły Artylerii. 1 listopada 1917 przyjęty został do I Korpusu Polskiego w Rosji.
4 stycznia 1919 przyjęty został do Wojska Polskiego w stopniu pułkownika i przydzielony z dniem 1 grudnia 1918 do Inspektoratu Artylerii na stanowisko zastępcy inspektora artylerii. 25 marca 1919 zatwierdzony został warunkowo w stopniu generała majora. We wrześniu 1919 wyznaczony został na stanowisko kierownika Misji Zakupów w Konstantynopolu. Z dniem 1 kwietnia 1921 przeniesiony został w stały stan spoczynku, w stopniu generała podporucznika. Po zakończeniu służby zamieszkał w Bydgoszczy. 26 października 1923 Prezydent RP Stanisław Wojciechowski zatwierdził go w stopniu generała brygady. 
Zmarł w 1941 w Warszawie. Pochowany na cmentarzu Wojskowym na Powązkach w Warszawie (kwatera A18-1-20). 

## Awanse
- podporucznik (Подпоручик) – 1891
- porucznik (Поручик) – 1895
- sztabskapitan (Штабс-капитан) – 1897
- kapitan (Капитан) – 1904
- podpułkownik (Подполковник) – 1910
- pułkownik (Полковник) – 1915
- generał major – zatwierdzony warunkowo 25 marca 1919
- generał podporucznik – zatwierdzony 1 maja 1920 ze starszeństwem z 1 kwietnia 1920
- generał brygady – zatwierdzony 26 października 1923 ze starszeństwem z 1 czerwca 1919

## Ordery i odznaczenia
- Złoty Krzyż Zasługi (17 stycznia 1938)[6]